# Die Ritter der Schwafelrunde
Die Ritter der Schwafelrunde ist eine kanadische Zeichentrickserie, die zwischen 1996 und 1997 produziert wurde.

## Handlung
König Artus und seine Ritter der Tafelrunde werden in der Serie als Drachen dargestellt. Im Land Gammelot, welches der Herrschaft von König Flambeau und seiner Gefährtin Königin Glimmhild unterliegt, kämpfen Drachen gegen machtgierige Menschen und führen ein ritterliches Leben, in dem sie viele Abenteuer erleben und den Bewohnern helfen. Dabei reden sie allerdings auch immer viel.

## Charaktere
- König Flambeau ist der Herrscher von Gammelot und sehr gutmütig. Dabei steht ihm die Königin Glimmhild zur Seite.
- Königin Glimmhild ist sehr standesbewusst, liebt Prunk und die Aufmerksamkeit vom König und anderen Charakteren. Ihr Herzensritter ist der edle Sir Wampelot
- Sir Wampelot ist ein edler Ritter, der das Ansehen der Königin auf keinen Fall verlieren möchte. Trotzdem schaut er auch manchmal anderen Damen hinterher. Unterstützt wird er von seinem tapfereren Knappen Flacker.
- Knappe Flacker ist sehr selbstlos und erlaubt er Sir Wampelot mit Taten, die eigentlich er vollbracht hat, zu prahlen. Er ist außerdem sehr intelligent und flink und bastelt in seiner Freizeit gerne an seinen Erfindungen. Seine Vertraute ist die Prinzessin Flämmchen.
- Prinzessin Flämmchen ist manchmal etwas keck und träumt manchmal davon, dass Flacker einmal ein großer Ritter wird, den sie dann heiratet.
- Graf Geoffrey de Bouillon ist der Gegenspieler der Drachenritter. So ist es sein Ziel König Flambeau zu stürzen und Herrscher von Gammelot zu werden. Dafür ist ihm jedes Mittel recht. Allerdings werden seine Pläne immer wieder durchkreuzt, so dass er scheitert.

## Produktion und Veröffentlichung
Die Serie wurde zwischen 1996 und 1997 von Nelvana, Ellipse Animation und Carlton Television in Kanada produziert. Dabei sind 2 Staffeln mit 13 Folgen entstanden, wobei allerdings die zweite Staffel nicht in Deutsch veröffentlicht wurde.
Erstmals wurde die Serie am 9. September 1996 auf TeleToon ausgestrahlt. Die deutsche Erstausstrahlung fand 1997 auf Nickelodeon Deutschland statt. Weitere Ausstrahlungen erfolgten ebenfalls auf KiKA, RTL II, Anixe, eoTV, Junior, K-Toon und YFE TV. Zudem wurde die Serie auf DVD veröffentlicht. Außerdem wurde ein Adventure-Computerspiel zur Serie veröffentlicht.

## Episodenliste

### Staffel 1
| Folge (gesamt) | Folge (Staffel) | deutscher Titel                     | Originaltitel            |
| 1              | 01              | Die Suche nach der heiligen Wachtel | Quest For The Holy Quail |
| 2              | 02              | Die trojanische Torte               | Gift For Griddle         |
| 3              | 03              | Der schwarze Ritter                 | Tournament Day           |
| 4              | 04              | Exknallibur                         | Excaliburn               |
| 5              | 05              | Die Jungfernrettungspatrouille      | Newt For A Day           |
| 6              | 06              | Die Ritterinnen der Schwafelrunde   | Knights And Knightresses |
| 7              | 07              | Der unheilvolle Zauberspiegel       | Merle’s Mirror           |
| 8              | 08              | Renaissance im Drachenreich         | Renaissance Dragon       |
| 9              | 09              | Der große Bogenwettstreit           | Robbing Hoodlum          |
| 10             | 10              | Der Stein der Weisen                | The Stone Of Wizdom      |
| 11             | 11              | Von Helden und Einsiedlern          | Hermits And Heroes       |
| 12             | 12              | Rüben haben kurze Beine             | Sir Hare                 |
| 13             | 13              | Die schlafende Schöne               | Bleepin’ Beauty          |

### Staffel 2
| Folge (gesamt) | Folge (Staffel) | Originaltitel                                        |
| 14             | 01              | A Killer Make Over / The Age Of Retention            |
| 15             | 02              | The Lost Ruby Hat Of Omar The Ham / Achy Breaky Mace |
| 16             | 03              | Shamrocks & Shenanigans / Three Dragons And A Baby   |
| 17             | 04              | King For A Day / ErikThe Well-Read                   |
| 18             | 05              | Chain Mail Letter / You Dim Slum, You Lose Sum       |
| 19             | 06              | Excalibroke / The Infernal Flame                     |
| 20             | 07              | Macbreath / Attila’s Hot Buns                        |
| 21             | 08              | The Isle Of Dwight / Ice Try                         |
| 22             | 09              | Single Green Dragon / Sphinx Jinx                    |
| 23             | 10              | Griddle’s Sleepless Knights / Whine And Roses        |
| 24             | 11              | The Reign In Spain / Geoffrey’s Evil Pancakes        |
| 25             | 12              | The Golden Thimble Of Theodora / Seven Dragon Sins   |
| 26             | 13              | Quest To Success / Slay The Dragon                   |

## Videospiel
1996 wurde für die PlayStation und den Sega Saturn die Serie als Videospiel veröffentlicht. Man spielt darin als Flacker und muss ihm dazu verhelfen ein Knappe zu werden, damit er Prinzessin Flämmchen eines Tages heiraten kann. 